# Justo Garrán Moso
Justo Garrán Moso (Olite, 17 d'agost de 1867 - Pamplona, 28 d'agost de 1942) fou un advocat, periodista i polític navarrès. Era fill de Mauricio Garrán Román, enginyer de camins natural de Valladolid i de Micaela Moso Navarlaz, natural d'Olite. Es va casar amb Catalina Moso Subiza, filla del diputat foral Juan Moso Irure i va tenir com a fill José Garrán Moso, alcalde de Pamplona d'abril de 1940 a agost de 1941.

## Biografia
Fou propietari i director del Diario Regional de Valladolid, conseller del Banco Castellano i col·laborador del Diario de Navarra. També fou president del Tribunal Tutelar de Menors de Pamplona i soci de la Societat d'Estudis Bascos.
A les Eleccions generals espanyoles de 1919, va ser proclamat diputat pel districte de Valladolid per la Junta Provincial de Valladolid obtenint 8.907 vots d'un total de 22.491 emesos, amb un cens electoral de 33.563 electors.
A les eleccions de 1923 fou proclamat Diputat pel Districte de Tafalla per la Junta Provincial de Navarra, hi va obtenir 5.802 vots en un cens electoral d'11.750 electors.
Es presenta com a catòlic independent amb suport de l'integrista José Sánchez Marco i el jaumista Juan Salvador Santesteban. Disputà l'escó al ministerial garciaprietista Pedro Arza Úriz qui va obtenir 3.636 vots.
Durant la Dictadura de Primo de Rivera va ser membre de l'Assemblea Nacional Consultiva, com a representant de la Diputació Foral de Navarra substituint Wenceslao Goizueta y López de Zubiría. Fou diputat foral el 1928 escollit pels representants dels vint-i-vuit ajuntaments del districte a les eleccions del 6 de maig de 1928. També fou president de la Federació Agro-Social de Navarra (1929-1931) i membre destacat de l'Associació de Propietaris i Terratinents de Navarra organització controlada ideològicament pel carlisme i el clergat.
Era contrari a la Llei de Reforma Agrària, que considera obra d'un moviment revolucionari, i d'un Govern socialista i anarquitzant que vulnerava la Llei Paccionada Navarresa. Al setembre de 1933 va ser escollit amb Víctor Pradera Larumbe en la candidatura del Bloc de Dretes a les eleccions per designar el Tribunal de Garanties Constitucionals. En esclatar la guerra civil espanyola es posà de part dels sublevats i fou nomenat membre de la comissió per a la reintegració foral per la Junta de Guerra Carlista el 19 d'agost de 1936.

## Obres
- Apuntes histórico-críticos sobre las regalías de la Corona, Madrid, 1923.
- Los fueros vasco-navarros, conferència Pamplona, 1932.
- El sistema foral de Navarra y Provincias Vascongadas Pamplona, 1935.
- Sofismas y razones. Del ateismo legal a la Restauración Católica, Valladolid, 1939.
- La ley de 1841, revista Príncipe de Viana, 1941.